# Џули Ендруз
Дама Џули Ендруз (енгл. Julie Andrews; Волтону на Темзи, 1. октобар 1935) јесте енглеска глумица. Добитница је награда Златни глобус, Еми, Греми, БАФТА, Пиплс чојс, Светске позоришне награде, награде Удружења филмских глумаца и Америчке филмске академије. Године 2000. у Бакингемској палати краљица Елизабета II јој је доделила титулу даме за њен допринос уметности.

## Биографија
Џули Ендруз, бивша дечја глумица и певачица која је играла на Вест Енду 1948. и дебитовала на Бродвеју 1952, прославила се главним улогама у мјузиклима Моја драга дама и Камелот, за које је номинована за награду Тони. Године 1957. се појавила на телевизији тумачећи насловну улогу у Пепељуги.
На великом платну је дебитовала у филму Мери Попинс 1964, за који је освојила награду Америчке филмске академије за најбољу главну глумицу. Следеће године је опет номинована за ову награду за улогу у филму Моје песме, моји снови. Ово су две улоге по којима је и данас најпознатија.
Током 1970-их година је глумила у некомерцијалним филмовима да би 1979. и 1982. поново заблистала у филмовима Десетка и Виктор Викторија, који јој је обезбедио трећу номинацију Америчке филмске академије. Њена филмска каријера је поново доживела процват захваљујући успеху филмова Принцезини дневници (2001), наставку Принцезини дневници 2: Краљевска веридба (2004) и анимираним филмовима Шрек (2004–10).
Године 1997. оперисала је грло, па је оштетила свој глас који је имао распон од четири октаве. Четрдесет година је била у браку са редитељем Блејком Едвардсом и има петоро деце. Окушала се као позоришни редитељ на Бродвеју 2003. и као аутор књига за децу. Своју аутобиографију под називом Дом: Мемоари о мојим раним годинама је објавила 2008.